# Giorgio Santuz
Giorgio Santuz (ur. 23 stycznia 1936 w Udine) – włoski polityk i nauczyciel, deputowany i minister.

## Życiorys
W 1965 ukończył studia z języków obcych, pracował jako nauczyciel. Zaangażował się w działalność polityczną w ramach Chrześcijańskiej Demokracji. W latach 1972–1994 sprawował mandat posła do Izby Deputowanych VI, VII, VIII, IX, X i XI kadencji. Między 1979 a 1983 (z przerwami) pełnił funkcję podsekretarza stanu w różnych resortach: spraw zagranicznych, robót publicznych, edukacji i skarbu. W latach 1986–1987 był podsekretarzem stanu w ministerstwie przemysłu, handlu i rzemiosła, a następnie w 1987 podsekretarzem stanu w MSZ. Od lipca 1987 do kwietnia 1988 był ministrem bez teki do spraw służb publicznych w rządzie Giovanniego Gorii, a następnie do lipca 1989 ministrem transportu w gabinecie Ciriaca De Mity. W 1994, po rozpadzie chadecji, dołączył do Włoskiej Partii Ludowej.
W późniejszych latach był m.in. członkiem rady dyrektorów Università degli Studi di Udine. W latach 2006–2009 pełnił funkcję prezesa organizacji Ente Friuli Nel Mondo. Od 2006 zajmował stanowisko prezesa operatora autostrad Autovie Venete.